# Zaguir Shajiyev
Zaguir Mujtarpashayevich Shajiyev –en ruso, Загир Мухтарпашаевич Шахиев– (Bammatiurt, 15 de abril de 1999) es un deportista ruso de origen daguestano que compite en lucha libre.
Ganó una medalla de oro en el Campeonato Mundial de Lucha de 2021 y una medalla de oro en el Campeonato Europeo de Lucha de 2021, ambas en la categoría de 65 kg.

## Palmarés internacional
| Campeonato Mundial | Campeonato Mundial | Campeonato Mundial | Campeonato Mundial |
| Año                | Lugar              | Medalla            | Categoría          |
| ------------------ | ------------------ | ------------------ | ------------------ |
| 2021               | Oslo (Noruega)     | Medalla de oro     | 65 kg              |
| Campeonato Europeo |                    |                    |                    |
| Año                | Lugar              | Medalla            | Categoría          |
| 2021               | Varsovia (Polonia) | Medalla de oro     | 65 kg              |